# Luteuthis
Luteuthis is een geslacht van inktvissen uit de  familie van de Opisthoteuthidae.

## Soorten
- Luteuthis dentatus O'Shea, 1999
- Luteuthis shuishi O'Shea & Lu, 2002